# 晋鹏翔

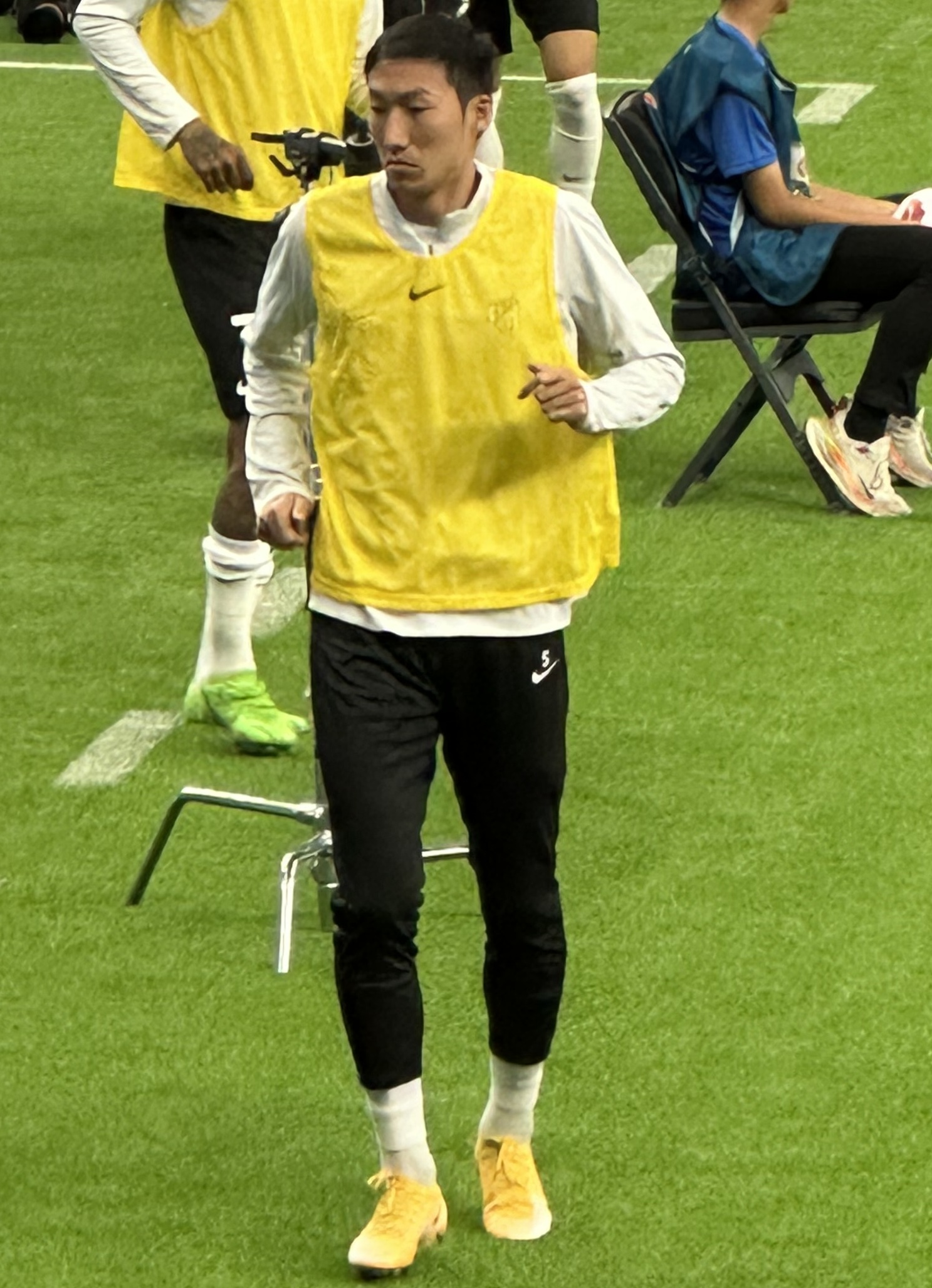

晋鹏翔（1990年1月25日—），出生于辽宁省大连市，是一名中国足球运动员。

## 俱乐部生涯
晋鹏翔早期在大连实德梯队接受训练，2006年加盟浙江绿城。2007年，他入选由浙江绿城青年队组成的杭州三超征战中乙联赛。2010年进入杭州绿城一线队，但在2010赛季没有得到出场机会。2011年6月18日，他在杭州绿城主场1比0击败上海申花的比赛第62分钟替补吴伟登场，上演中超联赛首秀。 这场比赛后他开始成为球队的主力中后卫，在2011赛季剩下的联赛中出场19次，被认为是球队的希望之星。
但是在2011年底新到任日本主帅冈田武史却认为晋鹏翔不符合自己的要求并将他挂牌出售。2012年2月5日，晋鹏翔转会加盟中超升班马大连阿尔滨，和球队签约五年。 3月11日，他在大连阿尔滨客场0比1不敌天津泰达的比赛首次代表大连阿尔滨出场。他迅速占据球队的主力位置，在2012赛季联赛出场24次，杯赛出场1次。
2015年2月2日，晋鹏翔转会至北京国安足球俱乐部。